# Acquasantiere del Duomo di Siena
Le acquasantiere del Duomo di Siena sono due opere scultoree realizzate in marmo bianco di Carrara da Antonio Federighi all'incirca tra il 1458 e il 1467. Misurano circa 140 cm di altezza per un diametro massimo di circa 80 cm. Si trovano nel Duomo di Siena, collocate vicino ai primi due pilastri, rispettivamente di destra e di sinistra, della navata centrale. 
Sono tra le opere più pregiate del Duomo senese, nonché dell'intero Quattrocento senese ed hanno un complesso significato allegorico che risulta comprensibile analizzando le due opere come un tutt'uno.

## Storia
Non è stato trovato alcun documento che dia indicazioni sulla data e paternità delle due acquasantiere, né delle circostanze in cui furono commissionate e realizzate. Tuttavia due inventari delle opere contenute nel duomo e stilati, rispettivamente, nel 1458 e 1467 ci permettono di datarle con qualche approssimazione. Il primo inventario cita infatti delle precedenti acquasantiere di legno all'entrata del duomo mentre il secondo cita già le acquasantiere in marmo elogiandone, come giusto, la fattura. Il 1458 e il 1467 possono quindi essere considerati i confini temporali entro cui le due opere furono realizzate. 
L'attribuzione ad Antonio Federighi diventa quindi scontata, sia perché rappresentative del suo stile, sia perché in quegli anni l'artista era il capomastro del Duomo di Siena. L'assenza di compensi a favore di terzi, in un periodo in cui l'Opera del Duomo registrava tutti i pagamenti, contribuisce ad escludere che la commissione sia stata affidata ad altri (il capomastro infatti non riceveva compensi aggiuntivi in quanto regolarmente stipendiato).

## Descrizione
Le due acquasantiere hanno la stessa forma e dimensioni. Poggiano entrambi su una lastra circolare dal bordo rialzato inserita nel pavimento. Hanno un fusto slargato alla base sostenente una vasca con scanalature all'esterno. 
Le due opere presentano tuttavia diversa decorazione scultorea. Quella di destra mostra, a livello della vasca, un'alternanza di teste di cherubini e delfini. Più in basso festoni di frutta si alternano a draghi che sbranano teste di tartarughe. Il fusto a base quadrata poggiante su zampe ferine è decorato ancora da festoni e, più in basso, da quattro figure umane (due donne ed un uomo) nude ed imprigionate.
L'acquasantiera di sinistra presenta una vasca la cui fascia superiore è decorata con conchiglie, pesci, teste di cherubini, palmette. Più in basso troviamo delle aquile ad ali spiegate che artigliano una serpe. Il fusto a base triangolare poggiante su teste di cherubini è decorato da cherubini a figura intera che sono sostenuti da delfini. Festoni di frutta ed elementi vegetali terminano la decorazione più in basso.
Secondo studi iconologici recenti le due acquasantiere recano un messaggio allegorico per la cui lettura l'una non può prescindere dall'altra: L'acquasantiera di destra esprime la caduta dell'uomo che con il peccato originale è precipitato dalla grazia di Dio (espressa dalla fascia alta della vasca con teste di cherubini e delfini e festoni di frutta) alla condizione di prigionia del mondo materiale. L'acquasantiera di sinistra mostra il riscatto dell'uomo che anche in terra può trovare i segni della grazie di Dio (i festoni a livello della base) e grazie alla spinta dei delfini (simboli del Cristo redentore) tornare in alto, dove aquile con le ali spiegate (simboli di salvezza e per di più avendo sconfitto il demonio simboleggiato dalla serpe) conducono di nuovo alla fascia paradisiaca di partenza. La salvezza è data dal Cristo redentore ed è mediata dal tergersi del visitatore con l'acquasanta.

## Stile
Le due opere mostrano l'abilità scultorea di Antonio Federighi a rappresentare con sensibilità e realismo tutti rinascimentali le varie cose raffigurate, fino alla realizzazione dei nudi che risaltano per il plasticismo e l'equilibrio delle forme, senza eguali nelle altre opere scultoree quattrocentesche del duomo.